# Ein Dämon mit kleinen Fehlern
Ein Dämon mit kleinen Fehlern (Originaltitel: The Fallible Fiend) ist ein 1973 erschienener Fantasy-Roman von Lyon Sprague de Camp. Eine erste Fassung erschien im Dezember 1972 im amerikanischen Magazin Fantastic. Die erweiterte Romanfassung erschien im folgenden Jahr als Taschenbuch bei Signet Books. Der Roman gehört zum Novaria-Zyklus, zu dem auch die Reluctant King-Trilogie gehört.
Der Roman ist ein Beispiel klassischer Satire in Fantasy-Form, in dem die seltsamen Sitten und Gebräuche der Bewohner einer exotischen Welt aus Sicht eines zeitweilig in diese Welt verschlagenen Reisenden geschildert werden. Die Welt ist die Parallelwelt Novarias und der Reisende ist Zdim, ein Dämon der zwölften Ebene, der über die Menschen eingangs bemerkt:

„Wenn sie auch in Erscheinung und Benehmen oft bizarr erscheinen mögen, sind sie andererseits ausgesprochen gewitzt und erfindungsreich. Geradezu unendlich fruchtbar sind sie dabei, plausible Gründe dafür auszudenken, das zu tun, was sie tun wollen. Ich war erstaunt zu erfahren, daß sie Ausdrücke wie ‚teuflisch schlau‘ und ‚ungeheuer gerissen‘ haben. Nun sind ‚Teufel‘ und ‚Ungeheuer‘ Schimpfworte, mit denen sie uns Dämonen belegen – als besäßen wir mehr von dieser perversen Erfindungsgabe als sie!“

Neben der deutschen Übersetzung gibt es eine italienische Ausgabe.
1973 wurde der Erstdruck in der Kategorie „Beste Kurzgeschichte“ mit dem British Fantasy Award ausgezeichnet.

## Handlung
Da es den Bewohnern der zwölften Ebene an Eisen mangelt, werden für eine derartige Aufgabe qualifizierte Dämonen durch Los ausgewählt, sich im Austausch gegen einen Hundert-Pfund-Barren Eisen von den Bewohnern der ersten Ebene beschwören und für ein Jahr dienstverpflichten zu lassen. Solches geschieht Zdim, einem fortgeschrittenen Studenten der Philosophie, der sich als Knecht des Magiers und Wahrsagers Doktor Maldivius wiederfindet. Allerdings ist er mit der unpräzisen Ausdrucksweise der Menschen nicht vertraut und als sein Meister verreist und ihn anweist, ausnahmslos jeden, der vor seiner Rückkehr das Sanktum betritt, lebendigen Leibes zu fressen, folgt Zdim der Anweisung buchstäblich und frisst den von einem Ausflug heimkehrenden Zauberlehrling.
Dies ist nur das erste einer Reihe bedauerlicher Missgeschicke Zdims, der stets bemüht ist, Anweisungen buchstäblich zu befolgen. So wird sein Dienstvertrag von dem enttäuschten Maldivius an den Zirkusdirektor Bagardo verkauft, der ihn als wildes, zähnefletschendes Monster vorführen will. Als Zdim sich nicht wild genug aufführt und deswegen vermahnt wird, beherzigt er das bei der nächsten Vorführung. Er tobt und wütet und bricht schließlich aus seinem Käfig, wodurch er eine Panik unter den Besuchern verursacht. Bagardo ist ruiniert und muss fliehen, sein Eigentum wird versteigert und mit diesem Zdims Kontrakt. Dessen neuer Eigentümer ist Madame Roska, Angehörige der reichen Oberschicht der Handelsstadt Ir.
Als Ir von einer Invasion der kannibalischen Paalunaer bedroht wird, entsendet man Zdim zu den Nomaden Shvens, um diese als Söldner zu werben. Nach einigen Abenteuern gelingt es Zdim, seinen Auftrag zu erfüllen, er kehrt mit einem Entsatzheer zurück und wird zum Retter der Stadt. Als Belohnung gestattet man ihm, mit einer Extraportion Eisen vorzeitig zur zwölften Ebene zurückzukehren. Er nimmt sich zwar vor, für immer dort zu bleiben und ein ruhiges, geordnetes Leben zu führen mit seiner Frau und den inzwischen aus den Eiern geschlüpften Kindern, am Ende aber ist es ihm dort jedoch zu ordentlich und auch zu langweilig und er beschließt, zurückzukehren in die Welt der unlogischen Menschen, eine Welt, die „trotz ihrer Gefahren und Erschwernisse, trotz der zügellosen Irrationalität ihrer Bewohner viele Reize besitzt. Man langweilt sich nie, wie es, so fürchte ich, auf unser gut funktionierenden Welt oft der Fall ist.“

## Ausgaben
- Erstdruck: Fantastic, Ausgabe Dezember 1972
- Amerikanische Erstausgabe: Signet, 1973.
- Britische Erstausgabe: Remploy, 1974, ISBN 0-7066-0544-6.
- Ebook: Gateway / Orion, 2011, ISBN 978-0-575-10343-6.
- Deutsche Erstausgabe: Ein Dämon mit kleinen Fehlern. Heyne SF&F #3747, 1980, ISBN 3-453-30650-3.